# Arthur Adamov
Arthur Adamov, ursprungligen Arthur Adamian, född 23 augusti 1908 i Kislovodsk, Ryssland, död 15 mars 1970 i Paris, Frankrike, var en fransk-rysk manusförfattare, dramatiker, skådespelare och översättare. Han räknas till en av den absurda teaterns främsta företrädare. 

## Biografi
Adamov växte upp i en välbärgad familj av armeniskt påbrå i Ryssland. Likt många andra förmögna ryssar var Adamovs modersmål franska, och 1924 flyttade han till Paris, där han bl.a. arbetade som redaktör för den surrealistiska tidskriften Discontinuité. Hans tidiga dramatik präglas av en djup personlig kris, med inspiration från August Strindbergs drömspelsteknik samt Antonin Artauds teori om ”grymhetens teater”. Han tog även intryck av den surrealistiska teatern. Bristen på kommunikation, människans ensamhet och språkets sönderfall gestaltade han i L'invasion (1950). Adamov förklarade upplevelsen av meningslöshet till religionens tillbakagång. 
Under 1950-talet engagerade sig Adamov i det franska kommunistpartiet, och undertecknade tillsammans med bland andra Jean-Paul Sartre, Nathalie Sarraute och Marguerite Duras ”de 121:s manifest” mot det franska kolonialkriget i Algeriet 1961. I hans senare arbeten blev också ett samhällskritiskt element allt tydligare, t.ex. i La Politique des restes (1962) och Off Limits (1968), där kapitalismen och konsumtionssamhället kritiseras kraftigt. Hans främsta arbete, Le Ping-Pong (1955), är en svidande vidräkning med det mekaniserade samhället. Han påverkades sedermera från 1960-talet av Bertolt Brechts teorier om den episka teatern.
Adamov var även verksam som översättare från ett flertal språk, och tolkade bl.a. verk av Rainer Maria Rilke, Georg Büchner, Nikolaj Gogol, Anton Tjechov och August Strindberg till franskan. Han författade även monografier över bland annat Antonin Artaud och August Strindberg. 
Adamov avled 1970 efter en överdos av sömnmedicin.

## Produktioner

### På svenska
- Ping-Pong: skådespel i två akter (Le Ping-Pong) (otryckt översättning av Mårten Edlund och Birgit Edlund för Stockholms stadsteater, 1960)
- Våren 71 (Le printemps 71) (okänd översättare). Ingår i Tre pjäser om Pariskommunen (PAN/Norstedt, 1971)
- Fjäriln vingad (Paolo paoli) (otryckt översättning av Per Verner-Carlsson för Dramaten, 1976)

### Filmmanus
- 1972 – Vassa Geleznova
- 1971 – Een Zachtmoedige vrouw

### Filmroller
- 1966 – Voilà l’ordre